# Kim Ojo
Kim Ojo (født 2. december 1988 i Warri) er en nigeriansk fodboldspiller, der spiller som centerforward.

## Klubkarriere
Den 6. september 2016 blev det offentliggjort, at Kim Ojo havde skrevet under på etårig kontrakt med Lyngby Boldklub.